# Billy (bokhylla)

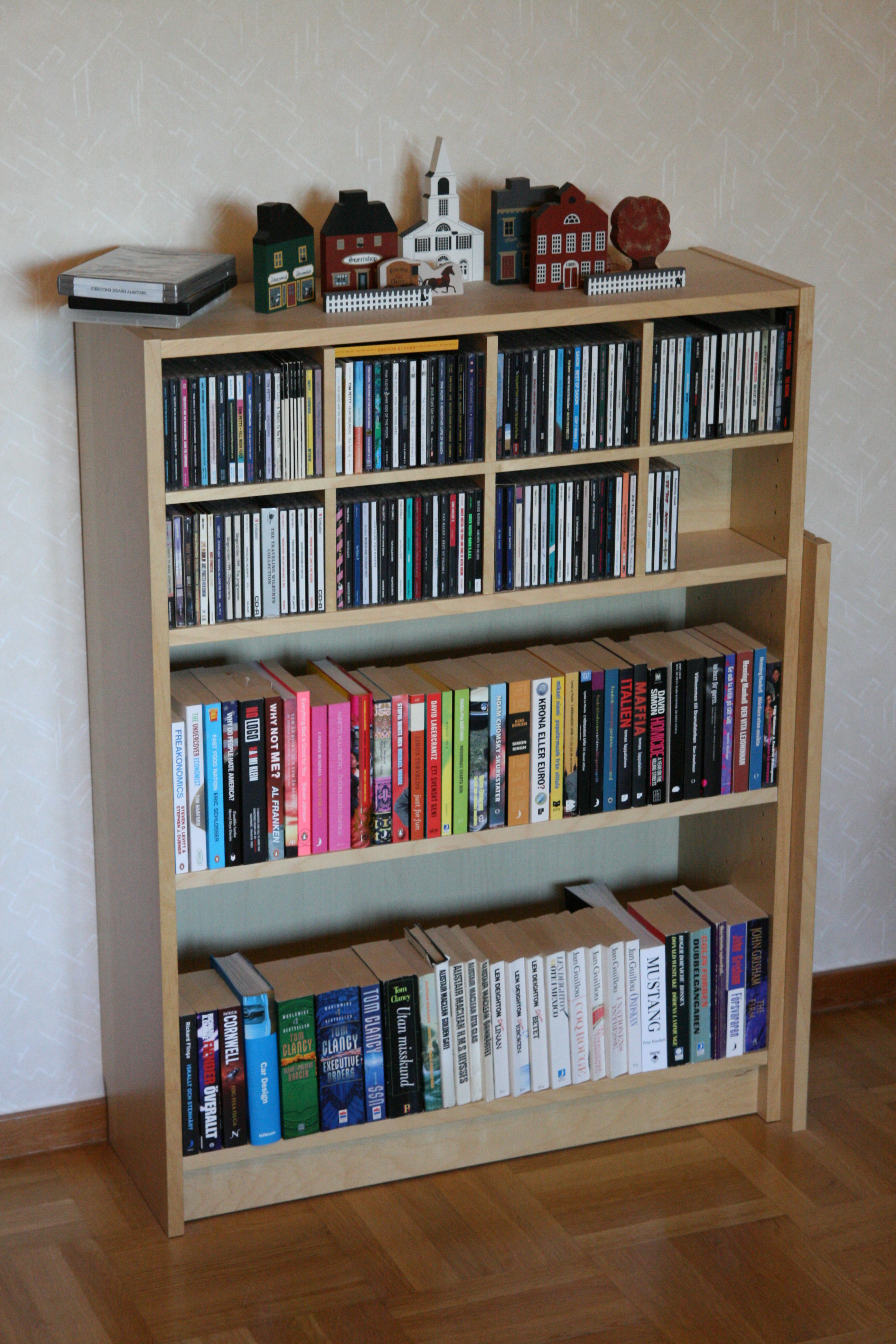
En Billy-hylla i björkfaner
(storlek 80×106 cm).

Bokhyllan Billy är ett av Ikeas mest kända varumärken. Det är en enkel och billig hylla som har sålts i stora antal sedan 1978. Formgivaren och skaparen är Gillis Lundgren, som ligger bakom många andra Ikea-möbler.

## Material
Hyllan har en bas av spånskiva som kläs med till exempel träfaner. Ek, björk och bok är träslag som har funnits, och förutom faner har laminat i åtminstone vitt och brunt förekommit. Hyllan finns i flera olika storlekar, både bredd- och höjdmässigt. Från början fanns Billy bara i färgerna ek och furu och bredden 90 och 60 cm, i dag tillverkas den i bredden 80 och 40 cm samt höjden 202 och 106 cm. Olika modeller av hyllsystemet tillverkas bland annat i svenska Kättilstorp och i tyska Meyenburg.

### Fotnoter
1. ↑  ”Kamprads förtrogne fick Tenzingpriset”. SVD.se. 23 november 2012. http://www.svd.se/naringsliv/billys-skapare-tog-hem-tenzingpriset_7695340.svd. Läst 26 juni 2013.
2. ↑  ”Göteborgs-Posten: Billy kommer från Skaraborg”. Arkiverad från originalet den 15 januari 2013. https://web.archive.org/web/20130115063816/http://www.gp.se/ekonomi/1.406223-billy-kommer-fran-skaraborg. Läst 3 augusti 2010.